# سیارک ۲۱۷۲۴
سیارک ۲۱۷۲۴ (به انگلیسی: 21724 Ratai، نامگذاری:1999RA132) بیست و یک هزار و هفتصد و بیست و چهارمین سیارک کشف شده‌است که در ۹ سپتامبر ۱۹۹۹ کشف شد.
قدر مطلق سیارک برابر ۱۳.۵ است.